# Komunia święta i męczeństwo św. Dionizego
Komunia święta i męczeństwo św. Dionizego – dzieło łączone z działającymi w Burgundii malarzami Jeana Malouela i Henri Bellechosem. Dzieło to reprezentuje gotyckie Malarstwo tablicowe we Francji. Obraz ten jest wczesnym przykładem nurtu w malarstwie i rzeźbie gotyckiej przełomu XIV i XV w. zwanym stylem pięknym.
Tematem obrazu (namalowany techniką tempery na desce o wymiarach 161 x 210 cm.) są dwa wątki z życia świętego Dionizego - pierwszego biskupa Paryża, męczennika, patrona Francji.
Po lewej stronie ukazana została scena komunii świętej. Ukazany w pełni splendoru złotych brokatowych szatach i niebieskim płaszczu Jezus Chrystus pełni tu rolę kapłana rozdającego Ciało, które przyjmuje uwięziony w wieży biskup paryski. Obok Jezusa dwa anioły, również w ozdobnych szatach. Po prawej stronie przedstawiony został w trzech odsłonach epizod męczeństwa św. Dionizego. Ciąg narracji biegnie od prawej do lewej - od uprowadzenia świętego na egzekucję (), przez moment zabicia (Dionizy już ma po części odciętą głowę, brodaty kat zamierza się do kolejnego śmiertelnego ciosu wielkim toporem) aż po ukazanie męczennika już po dekapitacji (odcięta głowa leży pod pniem katowskim obok reszty ciała). W sposób symultaniczny więc zilustrowano dramatyzm męczeństwa biskupa. Pośrodku znajduje się Trójca Święta - ponad ukrzyżowanym martwym Chrystusem ukazany został Bóg Ojciec, który trzyma ramiona krzyża. Gołębica Ducha Świętego unosi się nad głową Zbawiciela, pełni rolę łącznika między Bogiem Ojcem i Synem. W tle widoczne są otaczające Boga zastępy aniołów.
Od strony kolorystycznej zestaw barw oscyluje harmonijnie wokół dominującego w obrazie złota, czerwieni i błękitu.
Kompozycja dzieła jest zrównoważona. Lewą część tworzy monumentalna trójkondygnacyjna wieża z oknem więziennym, zza którego wyłania się głowa św. Dionizego. Zwraca uwagę dążenie do ukazania przestrzenności gmachu. Lewa część kontrastuje z "ożywioną" prawą częścią, oprócz głównego bohatera i jego zabójcy widnieje liczna grupa postaci obserwujących wydarzenie. Ich twarze nacechowane są indywidualnością, zróżnicowane kostiumy: barwne jednolite szaty, nakrywające głowy turbany o delikatnie zaznaczonych draperiach. W porównaniu z szatami osób ziemskich odzienie biskupa i Chrystusa cechuje bogactwo dekoracji i dworska elegancja. Płaszcze biskupie męczennika i Chrystusa rozdającego komunię są identyczne, co stanowi nie tylko akcent formalny lecz także ideową łączność świętego Dionizego z Chrystusem jako kapłana i męczennika.
Wykonanie obrazu przypisuje się dwóm artystom pochodzącym z Niderlandów, Jeanem Malouelem z Geldrii oraz Henrim Bellechose z Brabancji. Jean Malouel po 1398 r. działał dla klasztoru Kartuzów w Champmol położonym nieopodal stolicy Burgundii Dijon, dla którego obraz był wykonywany. Realizację przerwała śmierć artysty. Po śmierci Malouela pracę nad dziełem powierzono Henriemu Bellehose, który (jak twierdzi Erwin Panofsky) namalował silnie modelowaną postać Boga Ojca oraz atletyczną o brutalnym typie osobę kata. Natomiast reszta kompozycji i koncepcja została zrealizowana przez Malouela.